# Liste der Kulturdenkmäler in Lautertal (Odenwald)
Die folgende Liste enthält die in der Denkmaltopographie ausgewiesenen Kulturdenkmäler auf dem Gebiet  der Gemeinde Lautertal, Bergstraße, Hessen.
Hinweis: Die Reihenfolge der Denkmäler in dieser Liste orientiert sich zunächst an Ortsteilen und anschließend der Anschrift, alternativ ist sie auch nach der Bezeichnung, der vom Landesamt für Denkmalpflege vergebenen Nummer oder der Bauzeit sortierbar.
Kulturdenkmäler werden fortlaufend im Denkmalverzeichnis des Landes Hessen durch das Landesamt für Denkmalpflege Hessen auf Basis des Hessischen Denkmalschutzgesetzes (HDSchG) geführt. Die Schutzwürdigkeit eines Kulturdenkmals hängt nicht von der Eintragung in das Denkmalverzeichnis des Landes Hessen oder der Veröffentlichung in der Denkmaltopographie ab.

Die bisher bekannten Bau- und Kunstdenkmäler hat das Landesamt für Denkmalpflege Hessen in sogenannten Arbeitslisten erfasst. Den Arbeitslisten liegen Erkenntnisse aus Akten, Ortsbegehungen und Denkmalinventaren, jedoch keine neuere systematische Forschung, zugrunde. Die Benehmensherstellung mit der Gemeinde gemäß § 11 Abs. 1 HDSchG ist noch nicht erfolgt.
Das Vorhandensein oder Fehlen eines Objekts in dieser Liste ist keine rechtsverbindliche Auskunft darüber, ob es Kulturdenkmal ist oder nicht: Diese Liste entspricht möglicherweise nicht dem aktuellen Stand der offiziellen Denkmaltopographie. Diese ist für Hessen in den entsprechenden Bänden der Denkmaltopographie Bundesrepublik Deutschland und im Internet unter DenkXweb – Kulturdenkmäler in Hessen einsehbar. Auch diese Quellen sind, obwohl sie durch das Landesamt für Denkmalpflege Hessen aktualisiert werden, nicht immer aktuell, da es im Denkmalbestand immer wieder Änderungen gibt.
Eine verbindliche Auskunft erteilt allein das Landesamt für Denkmalpflege Hessen.
Nutze diese Kartenansicht, um Koordinaten in der Liste zu setzen. In dieser Kartenansicht sind Kulturdenkmale ohne Koordinaten mit einem roten bzw. orangen Marker dargestellt und können in der Karte gesetzt werden. Kulturdenkmale ohne Bild sind mit einem blauen bzw. roten Marker gekennzeichnet, Kulturdenkmale mit Bild mit einem grünen bzw. orangen Marker.

## Kulturdenkmäler nach Ortsteilen

### Beedenkirchen
| Bild               | Bezeichnung                               | Lage                                                               | Beschreibung | Bauzeit             | Objekt-Nr. |
| ------------------ | ----------------------------------------- | ------------------------------------------------------------------ | ------------ | ------------------- | ---------- |
| Bild gesucht BW    | Gesamtanlage alter Ortskern Beedenkirchen | Reichenbacher Straße Lage                                          |              |                     | 55313 DDB  |
|                    |                                           | Am Stotz 18 LageFlur: 1, Flurstück: 93/2                           |              |                     | 55314 DDB  |
| Felsenmeer         | Felsenmeer                                | Auf dem Felsberg LageFlur: 4, Flurstück: 6/1                       |              |                     | 56274 DDB  |
| Felsberghotel      | Felsberghotel                             | Felsberg, Außerhalb (Beedenkirchen) 1 LageFlur: 3, Flurstück: 78/3 |              |                     | 56220 DDB  |
| Wurzelbacher Mühle | Wurzelbacher Mühle                        | Jugenheimer Straße 9 LageFlur: 9, Flurstück: 143/8                 |              |                     | 56244 DDB  |
| Petershof          | Petershof                                 | Jugenheimer Straße 34 LageFlur: 2, Flurstück: 18/2                 |              |                     | 56243 DDB  |
|                    |                                           | Jugenheimer Straße (L3101) LageFlur: 9, Flurstück: 152/17          | Steinbrücke  |                     | 56245 DDB  |
| Ev. Pfarrhaus      | Ev. Pfarrhaus                             | Reichenbacher Straße 33 LageFlur: 1, Flurstück: 153/2              |              |                     | 55317 DDB  |
| weitere Bilder     | Ev. Pfarrkirche                           | Reichenbacher Straße 35 LageFlur: 1, Flurstück: 150/3              |              | 1477, 1624 erneuert | 55315 DDB  |
| Kriegerdenkmal     | Kriegerdenkmal                            | Reichenbacher Straße 35 LageFlur: 1, Flurstück: 150/3              |              |                     | 56221 DDB  |
| Ehem. Schule       | Ehem. Schule                              | Reichenbacher Straße 40 LageFlur: 1, Flurstück: 144/2              |              |                     | 55316 DDB  |
| weitere Bilder     | Quellenhof                                | Rosenweg 4 LageFlur: 2, Flurstück: 12/9                            |              |                     | 56242 DDB  |
|                    |                                           | Schlössergasse 9 LageFlur: 1, Flurstück: 176/1                     |              |                     | 55312 DDB  |
|                    |                                           | Schlössergasse 11 LageFlur: 1, Flurstück: 38/1                     |              |                     | 56219 DDB  |

### Elmshausen
| Bild                | Bezeichnung                      | Lage                                                             | Beschreibung                                     | Bauzeit | Objekt-Nr. |
| ------------------- | -------------------------------- | ---------------------------------------------------------------- | ------------------------------------------------ | ------- | ---------- |
| Bild gesucht BW     | Gesamtanlage Ortskern Elmshausen | Nibelungenstraße, Sachsenhäuser Straße, Sackgasse Lage           |                                                  |         | 55330 DDB  |
|                     |                                  | Nibelungenstraße LageFlur: 1, Flurstück: 45/3                    |                                                  |         | 56222 DDB  |
| weitere Bilder      | Schule                           | Nibelungenstraße 42 LageFlur: 1, Flurstück: 50/5                 |                                                  |         | 55323 DDB  |
|                     |                                  | Nibelungenstraße 44 LageFlur: 1, Flurstück: 50/6                 |                                                  |         | 55324 DDB  |
| Bild gesucht BW     | Ehem. Sägemühle                  | Nibelungenstraße 47 LageFlur: 1, Flurstück: 49/6                 |                                                  |         | 55325 DDB  |
|                     |                                  | Nibelungenstraße 50 LageFlur: 1, Flurstück: 56/3                 |                                                  |         | 55326 DDB  |
| Laufbrunnen         | Laufbrunnen                      | Nibelungenstraße (vor Nr. 67) LageFlur: 1, Flurstück: 45/3       |                                                  |         | 56223 DDB  |
|                     |                                  | Nibelungenstraße 69 LageFlur: 1, Flurstück: 182                  |                                                  |         | 55318 DDB  |
|                     |                                  | Nibelungenstraße 71 LageFlur: 1, Flurstück: 180/3                |                                                  |         | 55319 DDB  |
| weitere Bilder      | Altes Rathaus                    | Nibelungenstraße 73 LageFlur: 1, Flurstück: 178/2                |                                                  |         | 55320 DDB  |
|                     |                                  | Nibelungenstraße 76 LageFlur: 1, Flurstück: 113/6                |                                                  |         | 55327 DDB  |
|                     |                                  | Nibelungenstraße 77 LageFlur: 1, Flurstück: 176/2                |                                                  |         | 55321 DDB  |
|                     |                                  | Nibelungenstraße 80 LageFlur: 1, Flurstück: 117/2                |                                                  |         | 55328 DDB  |
|                     |                                  | Nibelungenstraße 86 LageFlur: 1, Flurstück: 150/1                |                                                  |         | 55322 DDB  |
| Laufbrunnen         | Laufbrunnen                      | Sachsenhäuser Straße (vor Nr. 2) LageFlur: 1, Flurstück: 257/10  |                                                  |         | 55329 DDB  |
| Gefallenen-Ehrenmal | Gefallenen-Ehrenmal              | Sachsenhäuser Straße 16 (Friedhof) LageFlur: 1, Flurstück: 237/1 |                                                  |         | 56264 DDB  |
| weitere Bilder      | Teufelsstein                     | Teufelsberg LageFlur: 6, Flurstück: 31/1                         | Felsformation mit Gedenkstätte des Odenwaldklubs |         | 56224 DDB  |

### Gadernheim
| Bild                | Bezeichnung         | Lage                                                               | Beschreibung | Bauzeit   | Objekt-Nr. |
| ------------------- | ------------------- | ------------------------------------------------------------------ | --- | --------- | ---------- |
| weitere Bilder      | Meilenstein         | Breitenwiesen LageFlur: 1, Flurstück: 282/81                       | Hessischer Meilenstein, der 2010 von seinem früheren etwa 100 Meter weiter südlich gelegenen Standort an die heutige Stelle versetzt wurde. Er steht an der B 47 am Abzweig der Krehbergstraße. |           | 56319 DDB  |
|                     |                     | Feldstraße 4 LageFlur: 1, Flurstück: 107/3                         | |           | 55338 DDB  |
| weitere Bilder      | Kaiserturm          | Kaiserturm LageFlur: 1, Flurstück: 834                             | | 1904–1907 | 55332 DDB  |
| weitere Bilder      | Ev. Kirche          | Kirchstraße 16 LageFlur: 1, Flurstück: 325/4                       | | 1912–1913 | 56232 DDB  |
| Grenzsteinreihe     | Grenzsteinreihe     | Neunkircher Höhe, Hüttenwald LageFlur: 1, Flurstück: 831/11, 833   | |           | 56257 DDB  |
| Gedenkstein         | Gedenkstein         | Neunkircher Höhe (Nähe Kaiserturm) LageFlur: 1, Flurstück: 833     | Seibertstein; Felsen mit Gedenktafel des Odenwaldklubs |           | 56275 DDB  |
|                     |                     | Neunkircher Straße 11 LageFlur: 1, Flurstück: 85                   | |           | 56234 DDB  |
|                     |                     | Nibelungenstraße 634 LageFlur: 1, Flurstück: 481/7                 | |           | 56235 DDB  |
|                     |                     | Nibelungenstraße 694 LageFlur: 1, Flurstück: 444/3                 | |           | 55333 DDB  |
| Alte Schmiede       | Alte Schmiede       | Nibelungenstraße 720 LageFlur: 1, Flurstück: 52/5                  | |           | 55339 DDB  |
| Rathaus             | Rathaus             | Nibelungenstraße 733 LageFlur: 1, Flurstück: 1                     | |           | 55331 DDB  |
|                     |                     | Nibelungenstraße 754 LageFlur: 1, Flurstück: 185                   | |           | 55334 DDB  |
|                     |                     | Nibelungenstraße 756 LageFlur: 1, Flurstück: 182/5                 | |           | 55335 DDB  |
| Bild gesucht BW     |                     | Raidelbacher Straße LageFlur: 1, Flurstück: 311/1                  | |           | 56233 DDB  |
| Kriegerdenkmal      | Kriegerdenkmal      | Raidelbacher Straße 25 (Friedhof) LageFlur: 1, Flurstück: 310/1    | Kriegerdenkmal 1870–71 |           | 56231 DDB  |
|                     |                     | Turmstraße, Am Weisenstein LageFlur: 1, Flurstück: 141, 142, 148/2 | Stützmauer in Trockenbauweise |           | 56230 DDB  |
| Ehem. Roßmannsmühle | Ehem. Roßmannsmühle | Wiesenstraße 1 LageFlur: 1, Flurstück: 349/18                      | |           | 55336 DDB  |
| Ehem. Borgersmühle  | Ehem. Borgersmühle  | Wilhelm-Leuschner-Straße 14 LageFlur: 1, Flurstück: 27/6           | |           | 55337 DDB  |
|                     |                     | Wilhelm-Leuschner-Straße 23 LageFlur: 1, Flurstück: 438/1          | |           | 56236 DDB  |

### Knoden
| Bild            | Bezeichnung | Lage                                                  | Beschreibung                                                        | Bauzeit | Objekt-Nr. |
| --------------- | ----------- | ----------------------------------------------------- | ------------------------------------------------------------------- | ------- | ---------- |
| Gedenkstein     | Gedenkstein | Feld- und Brunnenwiese LageFlur: 4, Flurstück: 28     | Gedenkstein in Erinnerung an den Tod eines Mädchens im Oktober 1846 |         | 56250 DDB  |
|                 |             | Glattbacher Straße 24 LageFlur: 4, Flurstück: 24/2    |                                                                     |         | 56248 DDB  |
| Bild gesucht BW |             | Glattbacher Straße 39 LageFlur: 4, Flurstück: 32/2    |                                                                     |         | 56249 DDB  |
|                 |             | Knodener Kopfstraße 7 LageFlur: 3, Flurstück: 88/5    |                                                                     |         | 55340 DDB  |
|                 |             | Knodener Kopfstraße 12 LageFlur: 3, Flurstück: 14/6   |                                                                     |         | 55341 DDB  |
|                 |             | Knodener Kopfstraße 45 LageFlur: 2, Flurstück: 11/1   |                                                                     |         | 56225 DDB  |
|                 |             | Krehbergstraße 381 LageFlur: 3, Flurstück: 91/2, 92/1 |                                                                     |         | 55342 DDB  |

### Lautern
| Bild                       | Bezeichnung                | Lage                                                   | Beschreibung | Bauzeit | Objekt-Nr. |
| -------------------------- | -------------------------- | ------------------------------------------------------ | ------------ | ------- | ---------- |
| Gefallenen-Ehrenmal        | Gefallenen-Ehrenmal        | Am Höllwäldchen LageFlur: 3, Flurstück: 10/12          |              |         | 56227 DDB  |
| Trafoturm Blaufarbenfabrik | Trafoturm Blaufarbenfabrik | Am Marienberg 4 LageFlur: 1, Flurstück: 99/45          |              |         | 56267 DDB  |
|                            |                            | Hauptstraße 4 LageFlur: 1, Flurstück: 61/4             |              |         | 55343 DDB  |
|                            |                            | Hauptstraße 10 LageFlur: 1, Flurstück: 67/4            |              |         | 55344 DDB  |
|                            |                            | Hohlweg 1 LageFlur: 1, Flurstück: 23/1                 |              |         | 56228 DDB  |
| Dingeldey-Mühle            | Dingeldey-Mühle            | Jahnstraße 2 LageFlur: 1, Flurstück: 8/2               |              |         | 56229 DDB  |
| Ehem. Bormuthsmühle        | Ehem. Bormuthsmühle        | Mühlweg 4 LageFlur: 1, Flurstück: 99/65                |              |         | 55346 DDB  |
| Mauer Blaufarbenfabrik     | Mauer Blaufarbenfabrik     | Nibelungenstraße LageFlur: 2, Flurstück: 54/39         |              |         | 56272 DDB  |
| Packhaus Blaufarbenfabrik  | Packhaus Blaufarbenfabrik  | Nibelungenstraße 432 LageFlur: 1, Flurstück: 111/11    |              |         | 56268 DDB  |
| Villa Blaufarbenfabrik     | Villa Blaufarbenfabrik     | Nibelungenstraße 441 LageFlur: 2, Flurstück: 8/6       |              |         | 56269 DDB  |
| Bild gesucht BW            | Labor Blaufarbenfabrik     | Nibelungenstraße 443 LageFlur: 2, Flurstück: 8/7       |              |         | 56271 DDB  |
| Bild gesucht BW            | Remise Blaufarbenfabrik    | Nibelungenstraße 443, 443A LageFlur: 2, Flurstück: 8/7 |              |         | 56270 DDB  |
|                            |                            | Nibelungenstraße 464 LageFlur: 1, Flurstück: 53/1      |              |         | 56216 DDB  |
| Alte Schule                | Alte Schule                | Schulweg 4 LageFlur: 1, Flurstück: 49/2                |              |         | 55345 DDB  |
| Neue Schule                | Neue Schule                | Schulweg 5 LageFlur: 1, Flurstück: 49/3                |              |         | 56226 DDB  |

### Raidelbach
| Bild            | Bezeichnung   | Lage                                                      | Beschreibung | Bauzeit | Objekt-Nr. |
| --------------- | ------------- | --------------------------------------------------------- | ------------ | ------- | ---------- |
| Haus Marquard   | Haus Marquard | Am Brünnchen 6 LageFlur: 1, Flurstück: 76                 |              |         | 56238 DDB  |
| Bild gesucht BW |               | Hauswiese LageFlur: 3, Flurstück: 32/5                    | Löschteich   |         | 56237 DDB  |
|                 |               | Raidelbacher Straße 85 LageFlur: 1, Flurstück: 18/2, 20/2 |              |         | 55347 DDB  |

### Reichenbach
| Bild                              | Bezeichnung                       | Lage                                                                      | Beschreibung                                                                                   | Bauzeit | Objekt-Nr. |
| --------------------------------- | --------------------------------- | ------------------------------------------------------------------------- | ---------------------------------------------------------------------------------------------- | ------- | ---------- |
| Gesamtanlage Ortskern Reichenbach | Gesamtanlage Ortskern Reichenbach | Beedenkirchener Straße, Friedhofstraße, Nibelungenstraße Lage             |                                                                                                |         | 55366 DDB  |
| Körnerstein                       | Körnerstein                       | Am Borstein LageFlur: 14, Flurstück: 84/1                                 |                                                                                                |         | 56273 DDB  |
| weitere Bilder                    | Ohly-Turm                         | Außerhalb (Reichenbach) 1 LageFlur: 16, Flurstück: 1/2                    |                                                                                                |         | 55364 DDB  |
| Altes Rathaus                     | Altes Rathaus                     | Beedenkirchener Straße 1 LageFlur: 1, Flurstück: 57/4                     |                                                                                                |         | 55349 DDB  |
|                                   |                                   | Beedenkirchener Straße 2 LageFlur: 1, Flurstück: 118/1                    |                                                                                                |         | 55350 DDB  |
|                                   |                                   | Beedenkirchener Straße 4 LageFlur: 1, Flurstück: 117/2                    |                                                                                                |         | 709296 DDB |
|                                   |                                   | Beedenkirchener Straße 15 LageFlur: 1, Flurstück: 75/2                    |                                                                                                |         | 56252 DDB  |
|                                   |                                   | Falltorweg 20 LageFlur: 2, Flurstück: 25/1, 25/2                          |                                                                                                |         | 55789 DDB  |
| Bild gesucht BW                   | Felsenmeer                        | Felsberg, Auf dem Felsberg LageFlur: 4, 12, Flurstück: 6/1, 1/1           |                                                                                                |         | 56251 DDB  |
| Lampertstein                      | Lampertstein                      | Felsberg LageFlur: 12, Flurstück: 1/1                                     | Gedenkstein in Erinnerung an den Tod von Jakob Lampert durch einen Jagdunfall im Dezember 1838 |         | 56256 DDB  |
| (Bestandteil Gesamtanlage)        | (Bestandteil Gesamtanlage)        | Friedhofstraße 1 LageFlur: 1, Flurstück: 205/3                            |                                                                                                |         | 55351 DDB  |
|                                   |                                   | Friedhofstraße 2, Nibelungenstraße 245 LageFlur: 1, Flurstück: 10/5, 10/6 |                                                                                                |         | 55365 DDB  |
| Hofgut Hohenstein                 | Hofgut Hohenstein                 | Hohensteiner Straße 100 LageFlur: 17, Flurstück: 1/3, 1/4                 |                                                                                                |         | 56217 DDB  |
| Forsthaus Hohenstein              | Forsthaus Hohenstein              | Hohensteiner Straße 101 LageFlur: 17, Flurstück: 9/2                      |                                                                                                |         | 668850 DDB |
| Friedhofskapelle                  | Friedhofskapelle                  | Im Ort LageFlur: 1, Flurstück: 14                                         |                                                                                                |         | 56253 DDB  |
| weitere Bilder                    | Felsenmeerschule                  | Knodener Straße 1 LageFlur: 1, Flurstück: 297/21, 297/22                  |                                                                                                |         | 55352 DDB  |
| Waage, Wiegehäuschen              | Waage, Wiegehäuschen              | Nibelungenstraße 219 LageFlur: 1, Flurstück: 243/7                        |                                                                                                |         | 56254 DDB  |
|                                   |                                   | Nibelungenstraße 221 LageFlur: 1, Flurstück: 243/8                        |                                                                                                |         | 55353 DDB  |
|                                   |                                   | Nibelungenstraße 225 LageFlur: 1, Flurstück: 245/1                        |                                                                                                |         | 55354 DDB  |
|                                   |                                   | Nibelungenstraße 230 LageFlur: 1, Flurstück: 229/1                        |                                                                                                |         | 56255 DDB  |
| Ehem. Pappenfabrik Brücher        | Ehem. Pappenfabrik Brücher        | Nibelungenstraße 232, Lauter LageFlur: 1, Flurstück: 227/3, 682/5         |                                                                                                |         | 55360 DDB  |
|                                   |                                   | Nibelungenstraße 233 LageFlur: 1, Flurstück: 212                          |                                                                                                |         | 55355 DDB  |
|                                   |                                   | Nibelungenstraße 247 LageFlur: 1, Flurstück: 7/2                          |                                                                                                |         | 55356 DDB  |
|                                   |                                   | Nibelungenstraße 252 LageFlur: 1, Flurstück: 194/6                        |                                                                                                |         | 55357 DDB  |
| Ev. Pfarrhaus                     | Ev. Pfarrhaus                     | Nibelungenstraße 261 LageFlur: 1, Flurstück: 2/2                          |                                                                                                |         | 55358 DDB  |
| weitere Bilder                    | Ev. Kirche                        | Nibelungenstraße 261A, 263 LageFlur: 1, Flurstück: 1/1, 3/2               |                                                                                                | um 1748 | 55348 DDB  |
| Bild gesucht BW                   |                                   | Nibelungenstraße 263 LageFlur: 1, Flurstück: 1/1                          |                                                                                                |         | 56320 DDB  |
| Gasthof Zur Traube                | Gasthof Zur Traube                | Nibelungenstraße 265 LageFlur: 1, Flurstück: 17                           |                                                                                                |         | 55359 DDB  |
|                                   |                                   | Nibelungenstraße 268 LageFlur: 1, Flurstück: 157/3                        |                                                                                                |         | 56017 DDB  |
|                                   |                                   | Nibelungenstraße 273 LageFlur: 1, Flurstück: 38/2                         |                                                                                                |         | 55361 DDB  |
|                                   |                                   | Nibelungenstraße 283, 285 LageFlur: 1, Flurstück: 28/2, 33                |                                                                                                |         | 55362 DDB  |

### Schannenbach
| Bild                  | Bezeichnung                        | Lage                                                  | Beschreibung | Bauzeit | Objekt-Nr. |
| --------------------- | ---------------------------------- | ----------------------------------------------------- | ------------ | ------- | ---------- |
| Bild gesucht BW       | Gesamtanlage Ortskern Schannenbach | Am Weiher, Im Grund, Krehbergstraße Lage              |              |         | 55311 DDB  |
| Bild gesucht BW       | Hofanlage                          | Gronauer Straße 40 LageFlur: 2, Flurstück: 30/1, 30/4 |              |         | 55310 DDB  |
| Hofanlage             | Hofanlage                          | Im Grund 1 LageFlur: 1, Flurstück: 48/4               |              |         | 55307 DDB  |
| Dorfgemeinschaftshaus | Dorfgemeinschaftshaus              | Krehbergstraße 501 LageFlur: 1, Flurstück: 14/10      |              |         | 55309 DDB  |
| Gefallenen-Ehrenmal   | Gefallenen-Ehrenmal                | Krehbergstraße 501 LageFlur: 1, Flurstück: 14/10      |              |         | 668878 DDB |
| Fachwerkwohnhaus      | Fachwerkwohnhaus                   | Krehbergstraße 519 LageFlur: 1, Flurstück: 8/17       |              |         | 56247 DDB  |
| Fachwerkwohnhaus      | Fachwerkwohnhaus                   | Krehbergstraße 520 LageFlur: 1, Flurstück: 53/2       |              |         | 55308 DDB  |

### Schmal-Beerbach
| Bild | Bezeichnung | Lage                                                | Beschreibung | Bauzeit | Objekt-Nr. |
| ---- | ----------- | --------------------------------------------------- | ------------ | ------- | ---------- |
|      |             | Lindenfelser Straße 9 LageFlur: 1, Flurstück: 63    |              |         | 56239 DDB  |
|      |             | Lindenfelser Straße 11 LageFlur: 1, Flurstück: 64/1 |              |         | 56240 DDB  |

### Staffel
| Bild | Bezeichnung | Lage                                      | Beschreibung | Bauzeit | Objekt-Nr. |
| ---- | ----------- | ----------------------------------------- | ------------ | ------- | ---------- |
|      |             | Steigertsweg 2 LageFlur: 1, Flurstück: 14 |              |         | 56241 DDB  |